# Principio de autoridad (taxonomía)
El principio de autoridad, en taxonomía, es un principio tácito hoy en desuso según el cual el nombre válido de una especie biológica era el que le atribuía el máximo especialista en ese grupo. Obviamente, podía existir más de un zoólogo que se considerase a sí mismo como máximo especialista con lo que no existía acuerdo sobre cuál era el nombre correcto de una especie. Ello produjo una gran proliferación de nombres científicos en la literatura zoológica durante el siglo XIX lo que creó una gran confusión entre la comunidad científica y el uso interesado de los nombres por partidarios de éste o de aquel zoólogo; todo ello desencadenó la aparición de un Código Internacional de Nomenclatura Zoológica, una herramienta que ha sido aceptada internacionalmente y que tiene como finalidad la estabilidad de los nombres científicos y la determinación del nombre que debe usarse para denominar una especie concreta de animal. 
En la actualidad, la nomenclatura zoológica se rige por el principio de prioridad, según el cual el nombre válido de una especie es el más antiguo, el denominado «sinónimo más antiguo», mientras que todos los demás nombres de ese taxón se consideran inválidos, los denominados «sinónimos más modernos». Las excepciones al principio de prioridad están recogidas en las normas de la Comisión Internacional de Nomenclatura Zoológica, como por ejemplo en la «Opinión 2027» para los nombres de 17 especies que, una vez sinonimizadas, da prioridad a los nombres de las especies silvestres frente a los de las domésticas, independientemente de la fecha de creación de cada una.